# Studenterhavre
Studenterhavre er et gammelt dansk ord for en blanding bestående af rosiner og nødder.
Oprindeligt blev blandingen brugt mod hovedpine og tømmermænd, men også som slik. Ved juletid blev blandingen mikset med chokoladestykker. Studenterhavre omtales blandt andet i bogen Dramatiske Scener fra 1833, hvor fortælleren køber "Studenterhavre for min rene Skilling".
Ordet studenterhavre er sandsynligvis i familie med det hollandske ord "Studentenhaver", der er en tilsvarende blanding.